# シュペッツレ

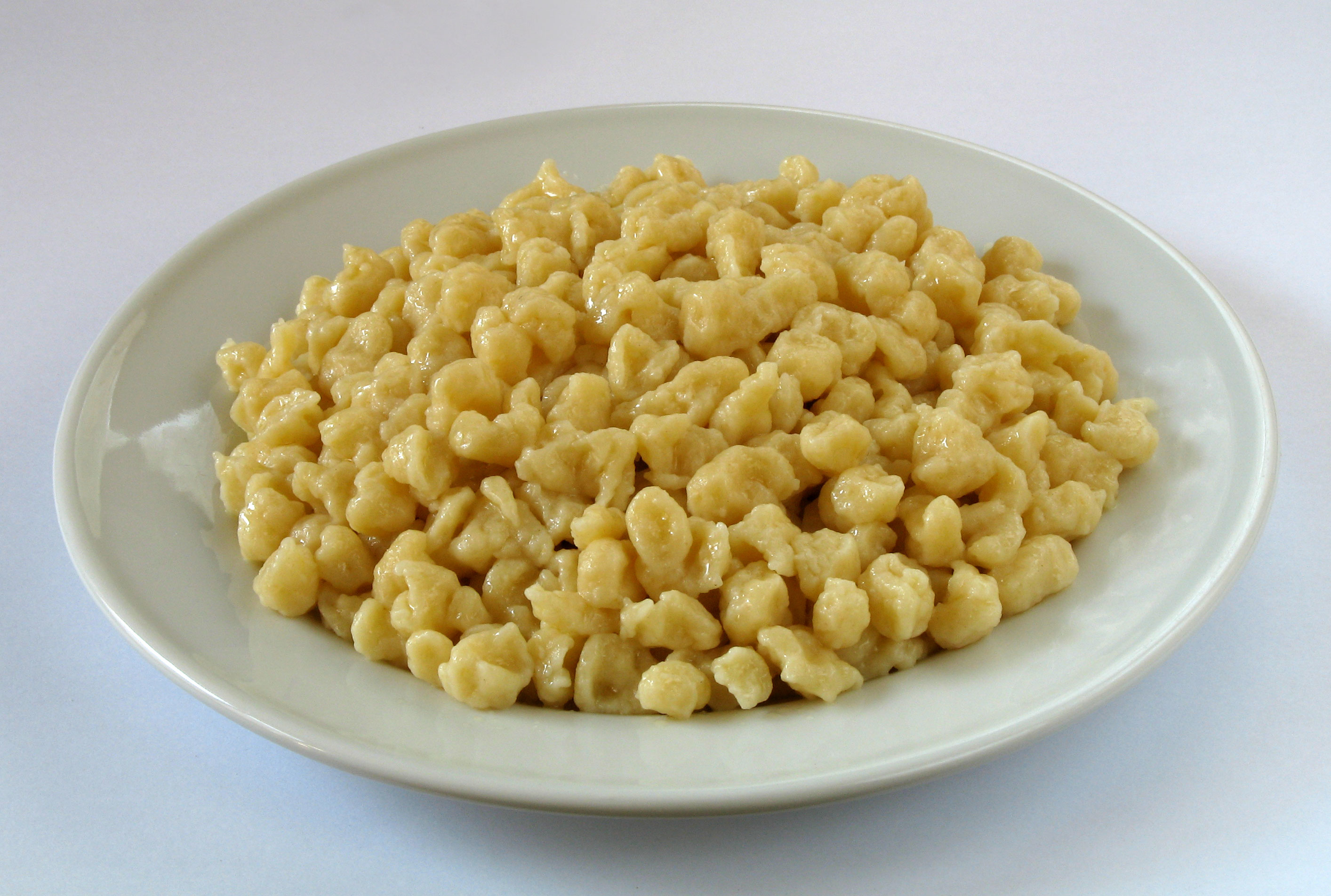
自家製クネプフレ

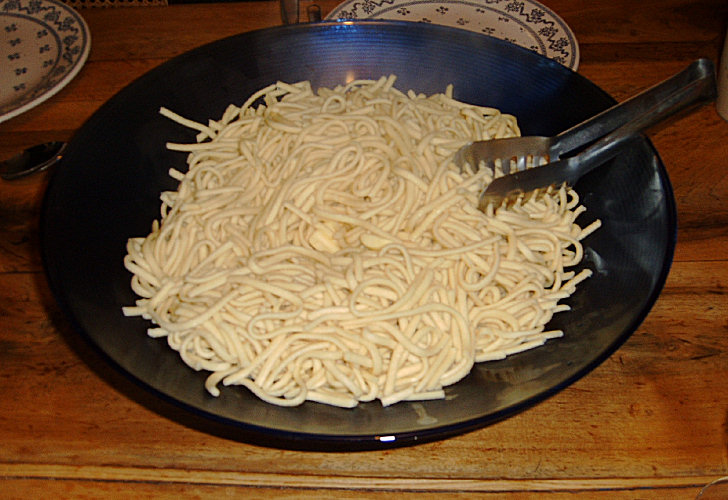
市販の細いシュペッツレ

シュペッツレ（独: Spätzle） 発音は、柔らかい卵麺の一種であり、ドイツ、オーストリア、アルザス、南ティロル料理で使われる。Spätzleは、シュヴァーベン語で雀を意味するシュパッツ（Spatz）の縮小形で、スイスではシュペッツリ（Spätzli）または クノップフリ（Chnöpfli）、クネプフレ（Knöpfle）、ハンガリー語でノケドリ（nokedli）またはガルシュカ（galuska）、ポーランド語ではザツィエルカ（zacierka）という。

## 歴史
シュペッツレの発祥地域は不詳であり、様々な地域がこの麺の発祥地を主張している。Spätzleを記載した1725年の文献が発見されているが、中世の挿絵を見ると、もっと古い時代にこの麺が存在した。
現在欧州では、シュペッツレは「シュヴァーベンの名物料理」として広く知られ、ドイツ地方行政区分のバーデン＝ヴュルテンベルク州とバイエルン州に一般に関連付けられている。ドイツの最大手生産者はハーマン（Herrmann）社で年間約13,000トンを生産する。ドイツでのシュペッツレの年間生産量は約40,000トンであるが、家庭やレストランで作るシュペッツレはこの数字に含まれない。既製品のシュペッツレは、ネスレの部門であるマギーなどの企業により世界的に普及している。

## 語源
Spätzleの言語的な起源は議論されている。Spätzleの意味は「小さなスズメ」である。
この麺を作る器具が発明される以前は、手やスプーンで生地をちぎって作っていたため出来あがりの形がドイツ語でハウス＝シュパッツ（Haus-Spatz）またはシュパーリング（Sperling）と呼ばれるスズメの小さなもの、すなわちシュパッツェン（Spatzen、「小さなスズメ」）に似ていた。
別名のクネップフレ（Knöpfle）は「小さなボタン」の意味で、シュペッツレの小ささに由来した名称である。

## 調理

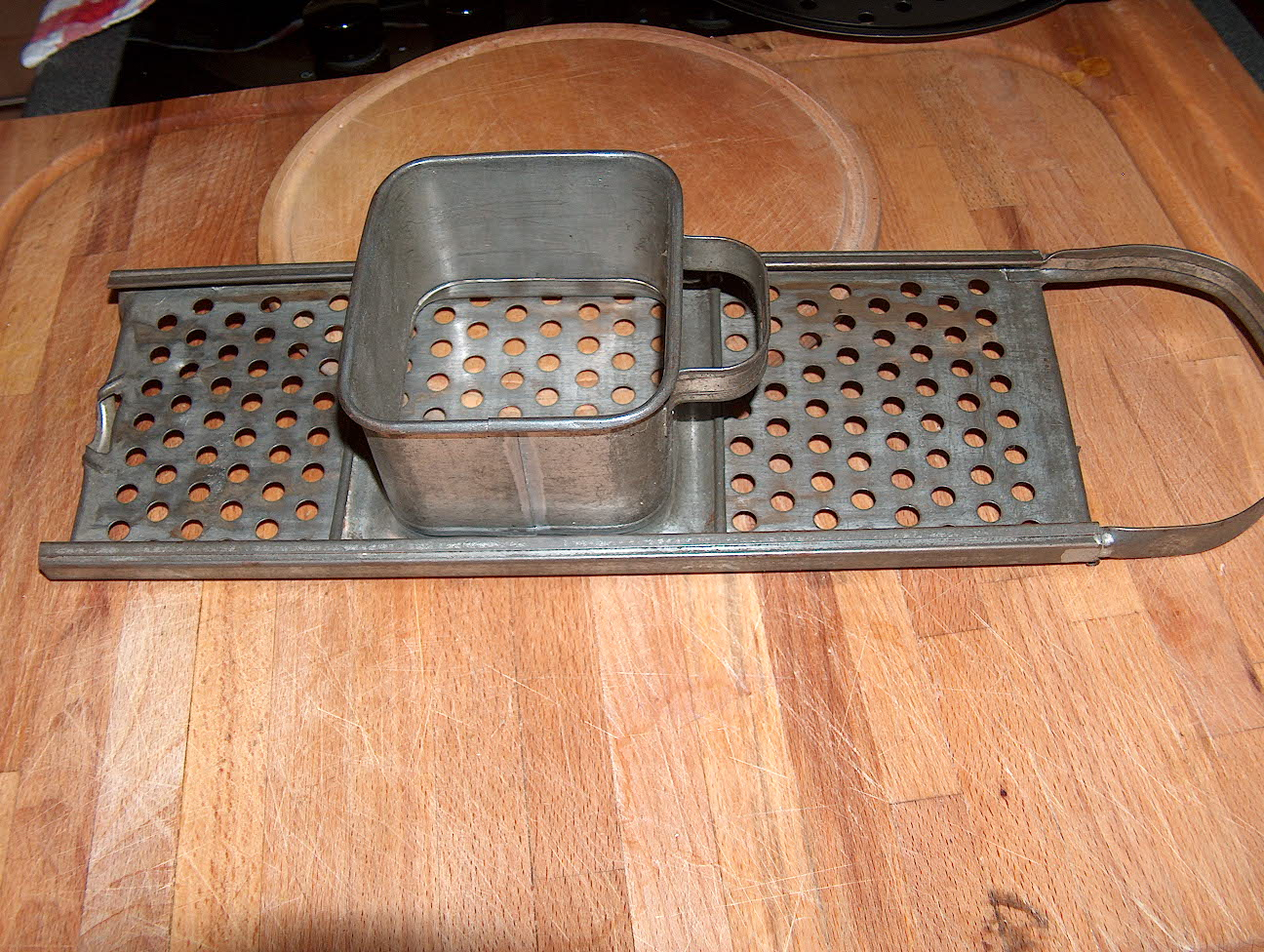
「ホッパー」（ホーベル）型のシュペッツレ調理器具

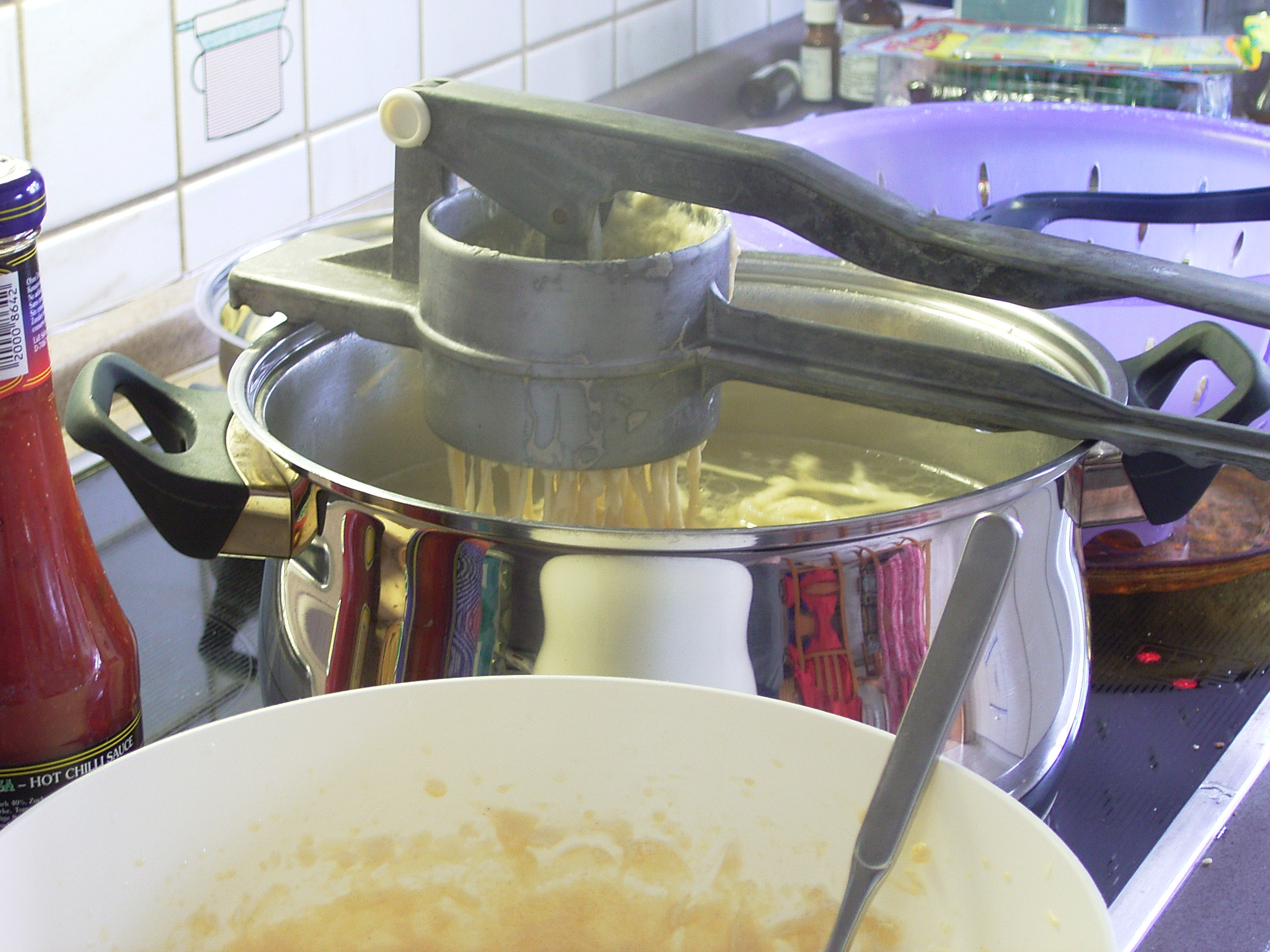
シュペッツレ・プレス器

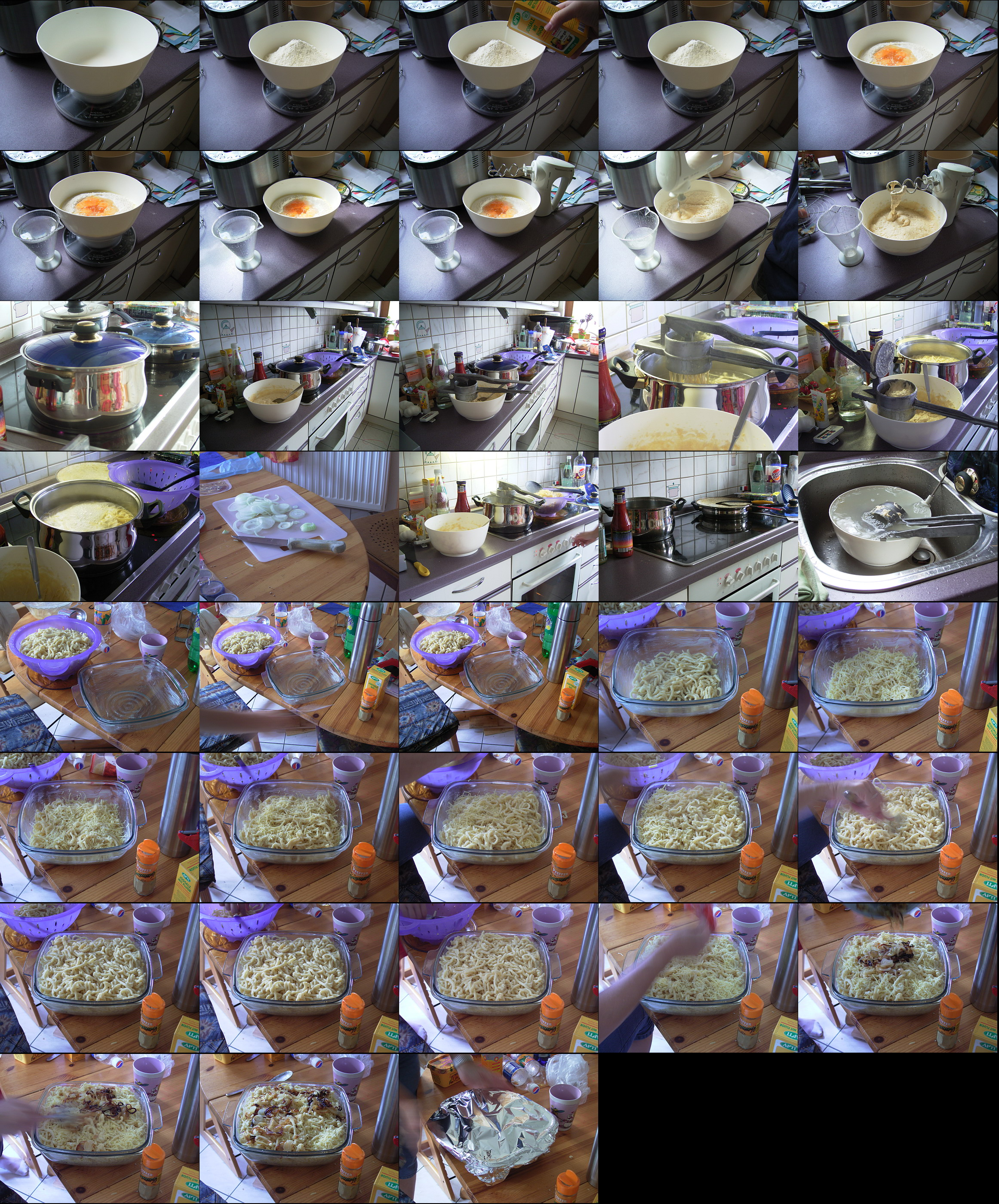
ポテトライサーに似たシュペッツレ・プレスを使ってのケーゼ（チーズ）シュペッツレの調理

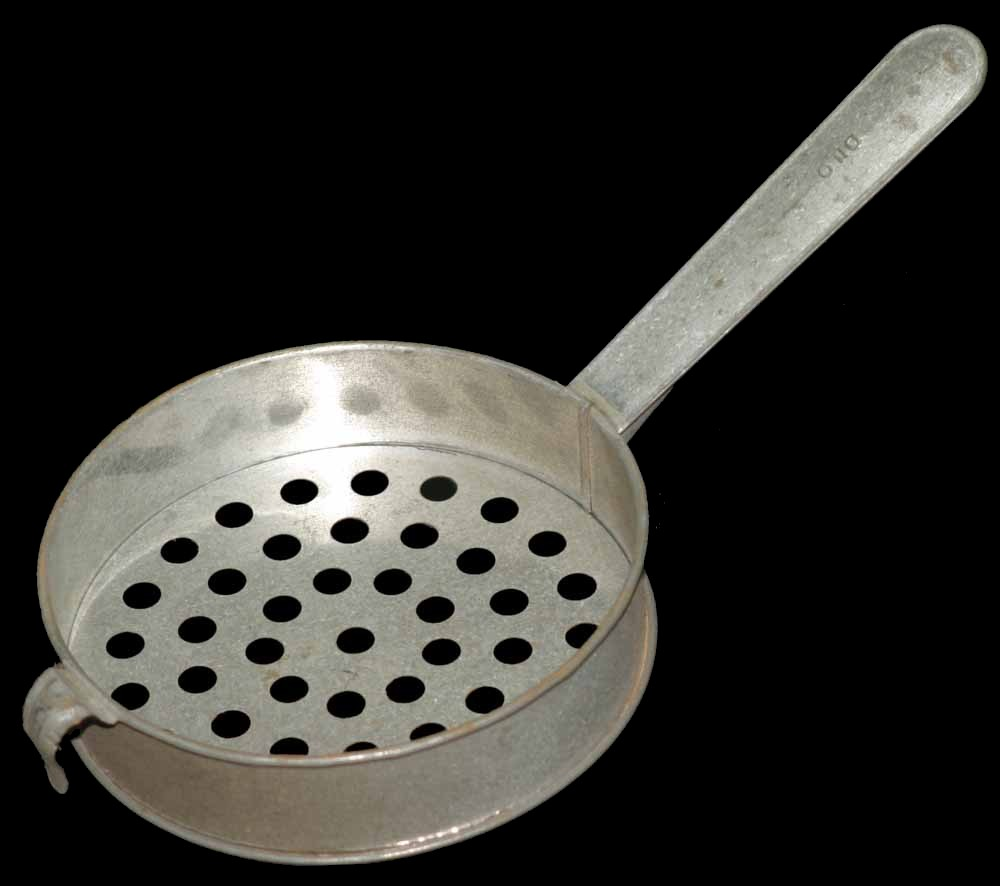
ストレーナー（濾過器）型のシュペッツレ調理器具。ヘラやスプーンを使って穴から生地を押し出す。

シュペッツレの生地は基本的に鶏卵、小麦粉、塩といった材料で作り、生地をゆるくするために水を加えることも多い。
伝統的に、シュペッツレはシュペッツレブレット（Spätzlebrett）と呼ばれる木製のまな板の上に広げた生地を沸騰した塩湯に削り入れ、浮かんでくるまで茹で、茹であがりをすくい取って作る。
この調理法は手間がかかるため、調理を容易にするための様々な調理器具が作られた。ストレーナー（またはコランダー）に似た器具、シュペッツレプレッセ（Spätzlepresse）と呼ばれるポテトライサーに似た器具、裏ごし器、大きな穴の明いたおろし器に似た器具シュペッツレホーベル（Spätzlehobel）がある。

### 生地の種類
豚レバーのミンチの入ったレバーシュペッツレ（Leberspätzle）、ホウレンソウ入りのシュピナートシュパッツェルン（Spinatspatzeln）、細かくおろしたチーズ入りのケーゼシュペッツレ（Käsespätzle）といった特産料理がある。

## 商品
商業生産され販売している麺のシュペッツレは、自家製シュペッツレとの類似点がほとんどない。だいたい形がそろっており、より堅い食感である。多くは乾麺のシュペッツレであり、普通の卵麺と同様に茹でて調理する。後に、スーパーマーケットの冷蔵食品として調理済みシュペッツレが販売されるようになった。

## 料理

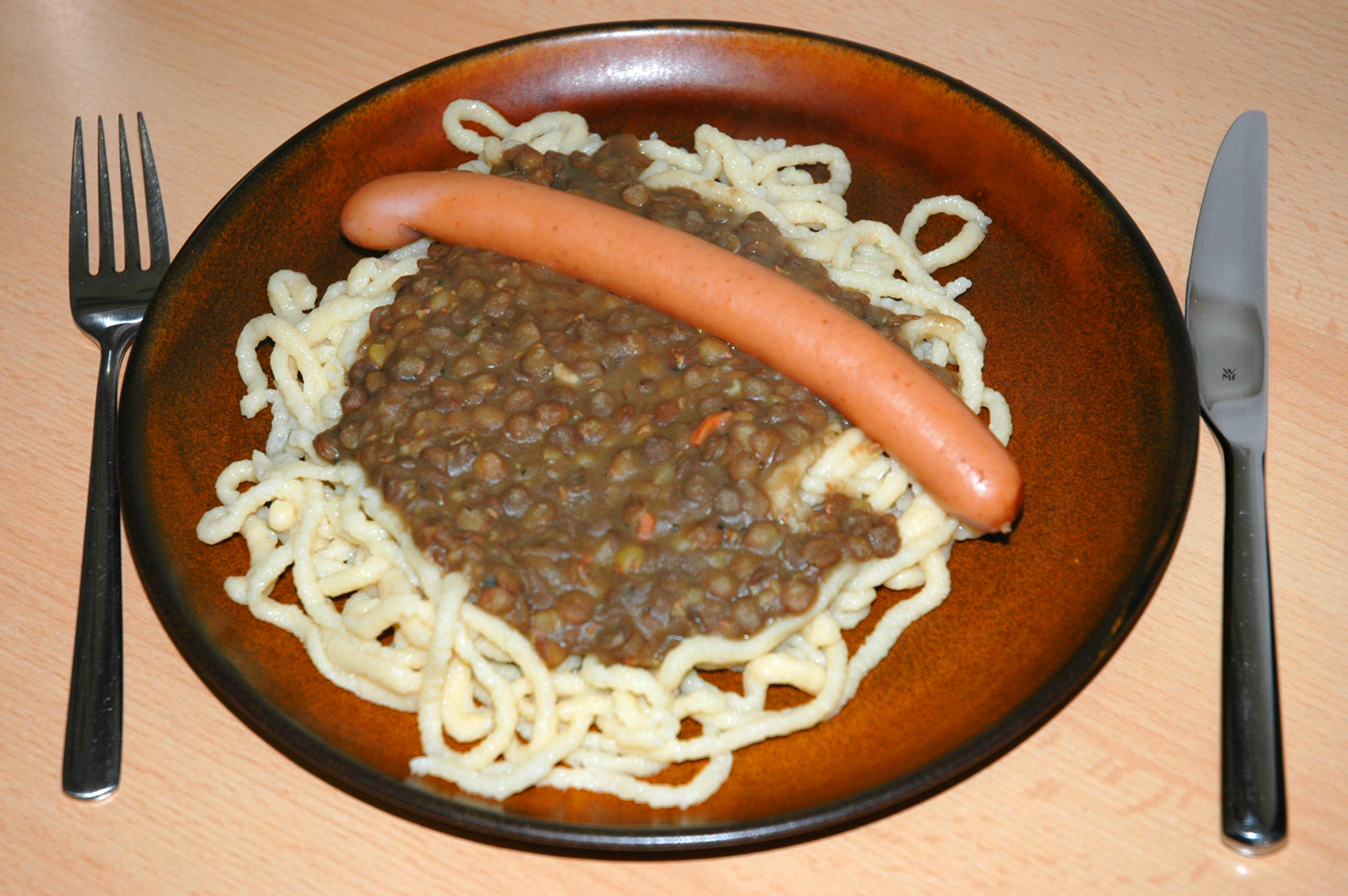
自家製の細いシュペッツレとレンズ豆とソーセージ

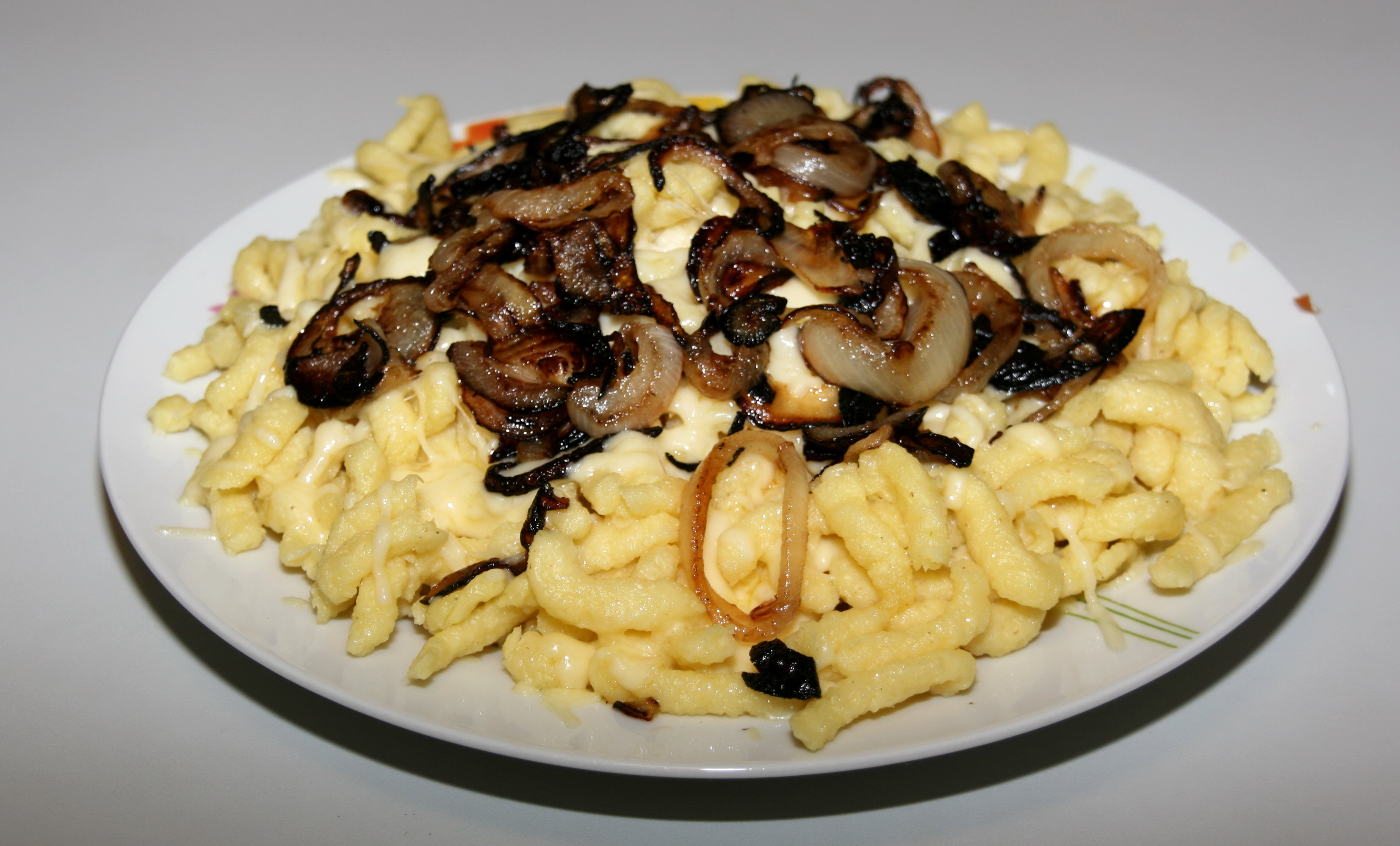
チーズとタマネギを添えた、ケーゼシュペッツレ

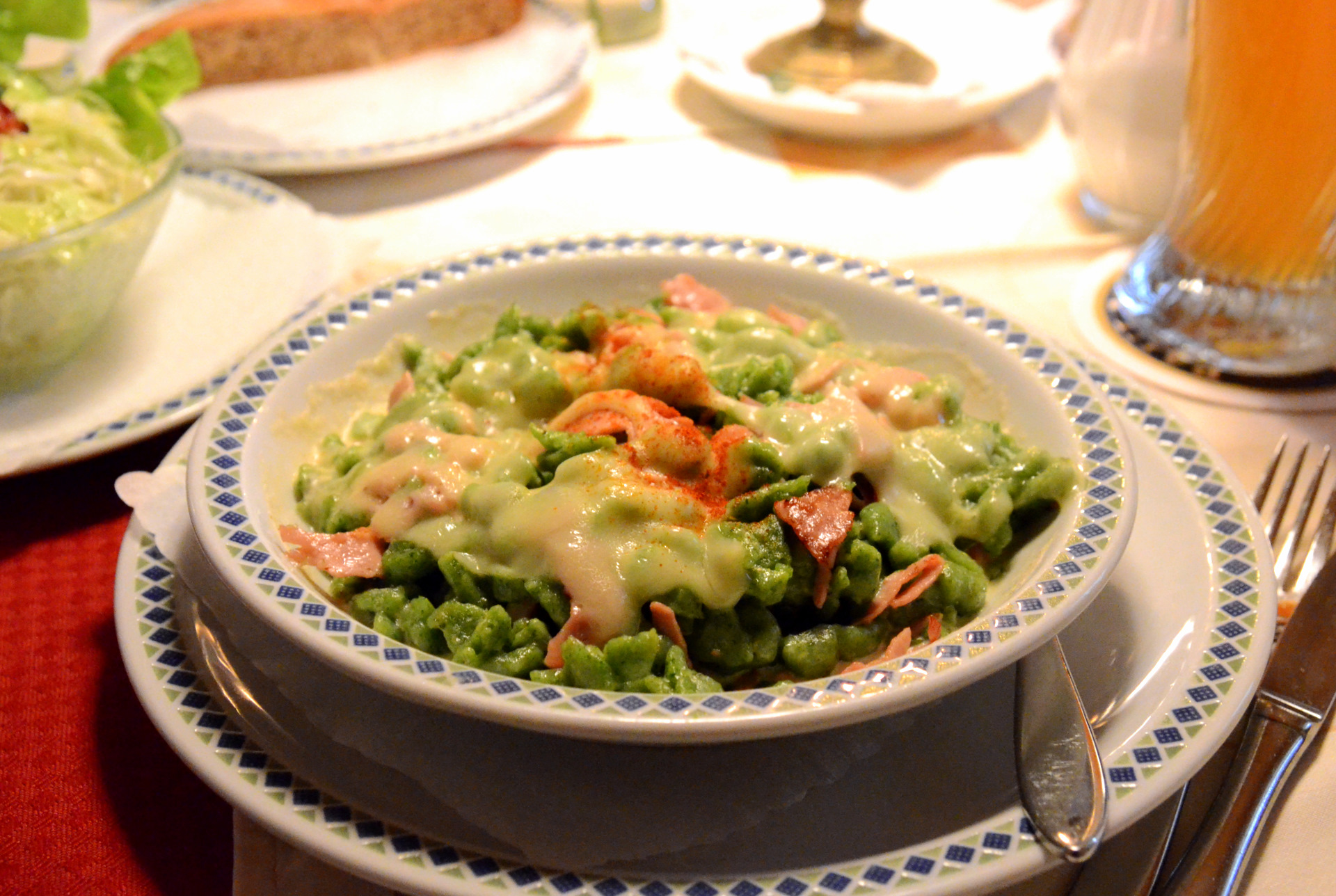
シュピナートシュパッツェルン

シュペッツレは通常、ツヴィーベルロストブラーテン（Zwiebelrostbraten）、ザウアーブラーテン、ルーラーデン（Rouladen）のような、ソースやグレービーをたっぷり使った肉料理に添えられる。ハンガリーのシュペッツレはスープの浮き身にすることが多い。シュペッツレは次のような料理の主な食材としても使われる。
塩味のシュペッツレ
- リンゼン、シュペッツレ・ウント・ザイテンヴルストレ（Linsen, Spätzle und Saitenwürstle）：レンズ豆とフランクフルト風ソーセージ（ウィンナーソーセージ）とシュペッツレの料理。
- ケーゼシュペッツレ：チーズと揚げタマネギをシュペッツレに乗せた料理。
- ガイスブルガー・マルシュ（Gaisburger Marsch）：伝統的なシュヴァーベンのビーフシチュー。
- クラウトシュペッツレ（Krautspätzle）：ザワークラウト、タマネギ、バター、およびマジョラムやキャラウェイといった香辛料を混ぜた料理。
- レバーシュペッツレ（Leberspätzle）：レバーのシュパッツレ
- シュピナートシュパッツェルン（Spinatspatzeln）（チロル州方言）：材料にホウレンソウを含むシュペッツレ。トレンティーノ＝アルト・アディジェ州の名物料理。

甘いシュペッツレ
- キルシュシュペッツレ（Kirschspätzle）：生のサクランボとシュペッツレを混ぜて、澄ました焦がしバター、砂糖とシナモン、ナツメグで味付けした料理。アルゴイでは、この料理は夏の終わりに夕食の一品料理として供される。
- アプフェルシュペッツレ（Apfelspätzle）：すりおろしたリンゴを生地に練り込み、澄ました焦がしバター、砂糖とシナモンで味付けした料理。アルゴイでは、この料理は秋に夕食の一品料理として供される。